# Бабура (паприка)
Паприка бабура (позната и као ''слатка паприка'') је паприка групе Grossum култивара, врсте Capsicum annuum. Сорте бабуре дају плодове у различитим бојама, укључујући црвену, жуту, наранџасту, зелену, белу и љубичасту. Бабура се понекад групише са мање оштрим сортама паприка као „слатка паприка". Иако је воће, ботанички класификована као бобичасто воће, обично се користи као састојак поврћа или прилог. 
Бабуре су пореклом из Мексика, Централне Америке и северне Јужне Америке. Семе бабуре увезено је у Шпанију 1493. године, а затим се проширило Европом и Азијом. Сорта благе паприке паприке развијена је 1920-их у Сегедину у Мађарској. Пожељни услови гајења бабуре укључују топло, влажно земљиште у температурном опсегу од 21 °C до 29 °C.

## Номенклатура
Име пепер дали су Европљани када је Кристифор Колумбо вратио биљку у Европу. У то време, црни бибер (зрна бибера), из неповезане биљке Пипер нигрум пореклом из Индије, био је изузетно цењен зачин. Назив пепер примењиван је у Европи на све познате зачине љутог и оштрог укуса и због тога је проширен на врсту Capsicum када је представљен из Америке. Најчешће коришћено име биљне породице, чиле, је мексичког порекла.
У већини језика користи се термин паприка, чији је корен из речи за бибер, користи се и за зачин и за биљку, понекад се назива и њиховом бојом (на пример гроене паприка, геле паприка, на холандском, која је зелена и жута). Паприка се у Јапану назива „ハ フ リ カ“ (паприка) или „ヒ ー マ ン“ (пиман, од француског имена пимент (изговара се тихим „т“)).

## Боје
Најчешће боје бабуре су зелена, жута, наранџаста и црвена. Остале боје укључују смеђу, белу, и тамнољубичасту, у зависности од сорте. Најчешће су незрели плодови зелени или, ређе, бледожути или љубичасти. Црвена бабура је једноставно сазрела зелена бабура, иако сорта Permagreen задржава зелену боју чак и када је потпуно зрела.

## Употреба у кулинарству
Попут парадајза, паприка је ботаничко воће, али кулинарско поврће. Комадићи бабуре обично се користе у баштенским салатама и као додаци пици или чизкејковима. Постоје многе сорте пуњене бабуром припремљене помоћу удубљене или преполовљене бабуре.

## Производња
Кина је највећи светски произвођач бабуре и чиле паприке, а следе Мексико, Турска, Индонезија и Сједињене Америчке Државе. 